# Trumuspis
Trumuspis là một chi bướm đêm thuộc họ Noctuidae.